# Ботегино (Парма)
Ботегино је насеље у Италији у округу Парма, региону Емилија-Ромања.
Према процени из 2011. у насељу је живело 870 становника. Насеље се налази на надморској висини од 82 м.